# Plavnik
Plavnik (italsky Plauno) je chorvatský ostrov v Kvarnerském zálivu Jaderského moře.

## Geografie
Ostrov se svou rozlohou 8,63 km² řadí na 34. místo mezi chorvatskými ostrovy. Nachází se mezi dvěma největšími ostrovy Chorvatska, Cresem (vzdálenost 1 km) a Krkem (vzdálenost 5 km).
Pobřeží ostrova má délku 18,477 km. Největší délka ostrova je 6,3 km (ve směru severozápad-jihovýchod).
Nejsevernějším bodem ostrova je mys Mali Pin, nejvýchodnějším mys Tenka punta, nejjižnějším mys Madona a nejzápadnějším mys Veli Pin s majákem.
Nejvyšším místem ostrova je vrchol bezejmenného kopce o nadmořské výšce 194 m.
Nejblíže ostrova se nachází Mali Plavnik, ostrůvek ležící asi 200 m při severozápadním pobřeží Plavniku. Blízko je také skupina ostrůvků Kormati přibližně 1 km jihovýchodně od mysu Tenka punta.

## Osídlení
Ostrov není trvale obydlen, sezónně zde pobývají turisté. Dříve byl ostrov využíván pro pastvu ovcí, nyní je jeho část loveckým revírem. Turistické ubikace se nacházejí ve středu ostrova.

## Doprava
Na ostrově se nachází malé letiště, kde mohou přistávat vrtulníky a malá letadla. Ostrov nemá trajektové spojení s jinými chorvatskými ostrovy či pevninou, příležitostně k němu připlouvají pouze turistické lodě.
Ostrov leží v blízkosti trajektových linek Valbiska-Merag a Rijeka-Zadar.